# Hermann von Oßwald

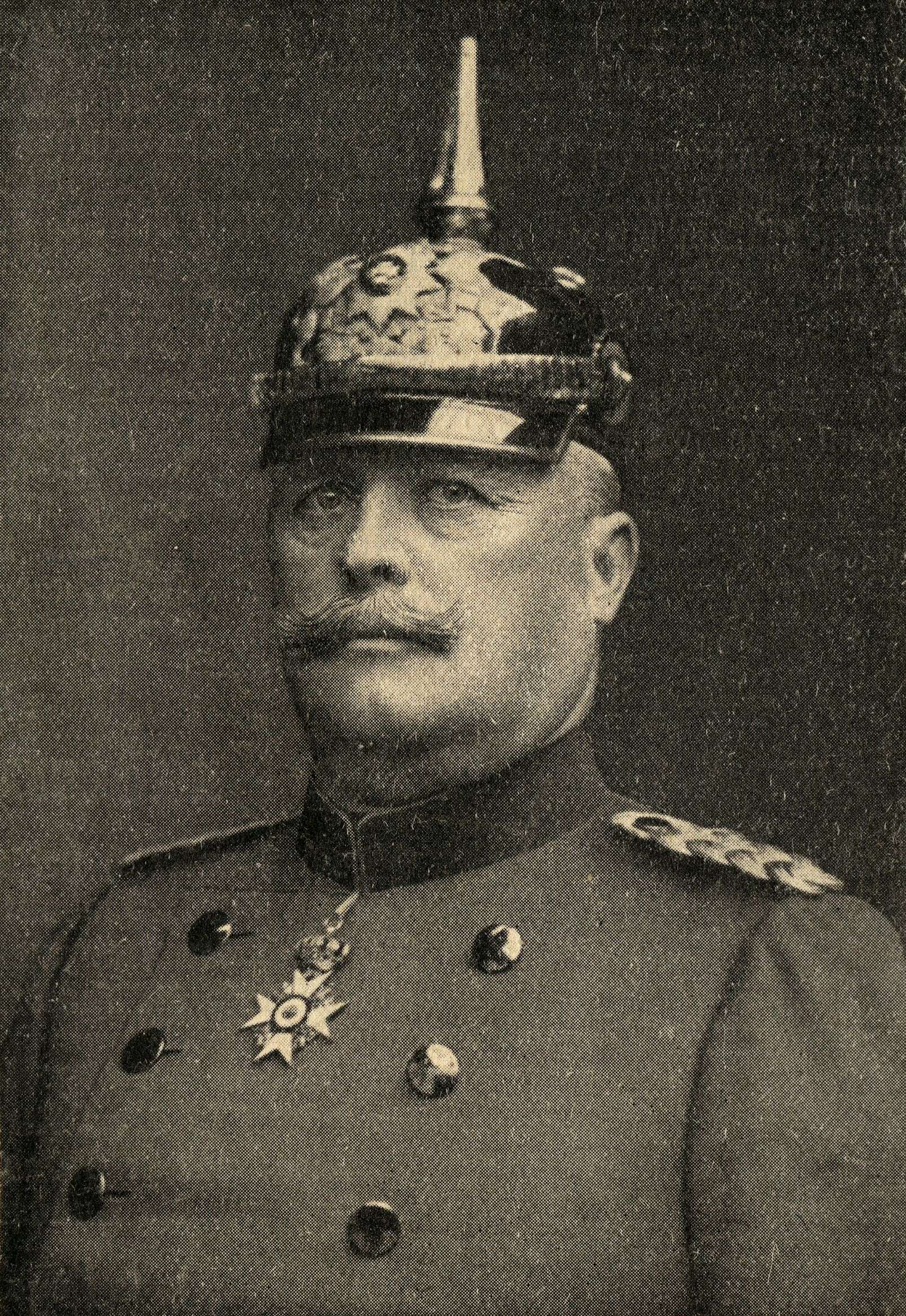
Hermann von Oßwald (1852–1914)

August Hermann Oßwald seit 1905 von Oßwald (* 24. September 1852 in Wilhelmsdorf; † 28. November 1914 im Bois de Cheppy, Frankreich) war ein württembergischer Generalleutnant.

## Leben
Nach dem Besuch einer Privatschule in seinem Heimatdorf und des Lehrerseminars in Reutlingen trat Oßwald am 3. Januar 1873 als Einjährig-Freiwilliger in das 2. Infanterie-Regiment (Kaiser Wilhelm, König von Preußen) Nr. 120 der Württembergischen Armee ein. Zwei Wochen später erfolgte seine Versetzung in das 7. Infanterie-Regiment Nr. 125 und er avancierte bis Anfang Oktober 1874 zum Sekondeleutnant. Ab Oktober 1876 war Oßwald für zwei Jahre als Adjutant beim Bezirkskommando in Horb am Neckar kommandiert und diente von August 1881 bis Januar 1884 als Bataillonsadjutant. In dieser Eigenschaft stieg er zum Premierleutnant auf und war anschließend bis Ende Juni 1888 Regimentsadjutant. Mit der Beförderung zum Hauptmann erfolgte am 23. März 1889 seine Ernennung zum Kompaniechef. In dieser Eigenschaft wurde Oßwald am 21. Dezember 1891 unter Stellung à la suite seines Regiments nach Preußen in das Infanterie-Regiment „Fürst Leopold von Anhalt-Dessau“ (1. Magdeburgisches) Nr. 26 kommandiert und am 27. Januar 1897 als Major dem Verband aggregiert. Mit Wirkung zum 1. April 1897 wurde er am 22. März 1897 von seinem Kommando nach Preußen entbunden und als aggregiert in das neu aufgestellte 10. Infanterie-Regiment Nr. 180 nach Tübingen versetzt. Daran schloss sich am 24. Mai 1898 eine Verwendung als Bataillonskommandeur im 4. Infanterie-Regiment „Kaiser Franz Josef von Österreich, König von Ungarn“ Nr. 122 an, bevor Oßwald am 22. März 1903 zum Stab des 2. Infanterie-Regiments (Kaiser Wilhelm, König von Preußen) Nr. 120 kam und Mitte April 1903 zum Oberstleutnant aufrückte. In dieser Eigenschaft wurde ihm am 25. Februar 1904 das Ehrenkreuz des Ordens der Württembergischen Krone verliehen. Mit der Verleihung war die Erhebung in den persönlichen Adelsstand verbunden und er durfte sich nach der Eintragung in die Adelsmatrikel „von Oßwald“ nennen.
Vom 10. April 1906 bis zum 17. Juni 1908 war Oßwald als Oberst Kommandeur des 4. Infanterie-Regiments „Kaiser Franz Josef von Österreich, König von Ungarn“ Nr. 122 in Heilbronn und anschließend in gleicher Funktion im 8. Infanterie-Regiment „Großherzog Friedrich von Baden“ Nr. 126 tätig. In dieser Stellung erhielt er im Juli das Kommandeurkreuz II. Klasse des Ordens vom Zähringer Löwen sowie im September 1908 den Kronen-Orden II. Klasse. Mit der Beförderung zum Generalmajor wurde Oßwald am 20. April 1910 Kommandeur der in Ulm stationierten 53. Infanterie-Brigade (3. Königlich Württembergische) und am 25. Februar 1912 mit dem Komturkreuz des Ordens der Württembergischen Krone ausgezeichnet. Unter Verleihung des Charakters als Generalleutnant wurde Oßwald am 21. Januar 1913 in Genehmigung seines Abschiedsgesuches mit der gesetzlichen Pension zur Disposition gestellt.
Mit Ausbruch des Ersten Weltkriegs wurde Oßwald als z.D.-Offizier wiederverwendet und gemäß Mobilmachungsbestimmung am 2. August 1914 zum Kommandeur der 53. (Württembergische) Landwehr-Infanterie-Brigade ernannt. Mit diesem Großverband nahm er Ende Monats an der Schlacht bei Longwy teil und deckte Mitte September beim Rückzug von der Marne die östliche Flanke des XIII. (Königlich Württembergisches) Armee-Korps. Anschließend lag seine Brigade in Stellungskämpfen vor Verdun. Am 1. November 1914 wurde Oßwald mit dem Ritterkreuz des Militärverdienstordens ausgezeichnet. Im Bois de Cheppy ist er am 28. November 1914 gefallen. Auf der Kriegsgräberstätte in Cheppy fand er in Block 1, Grab 598 seine letzte Ruhestätte.
Sein Sohn Erwin (1882–1947) schlug ebenfalls die Offizierslaufbahn ein. Er stieg zum General der Infanterie auf und war während des Zweiten Weltkriegs zuletzt Kommandierender General des stellvertretenden V. Armeekorps und Befehlshaber im Wehrkreis V (Stuttgart).